# Åke Bonnier der Jüngere

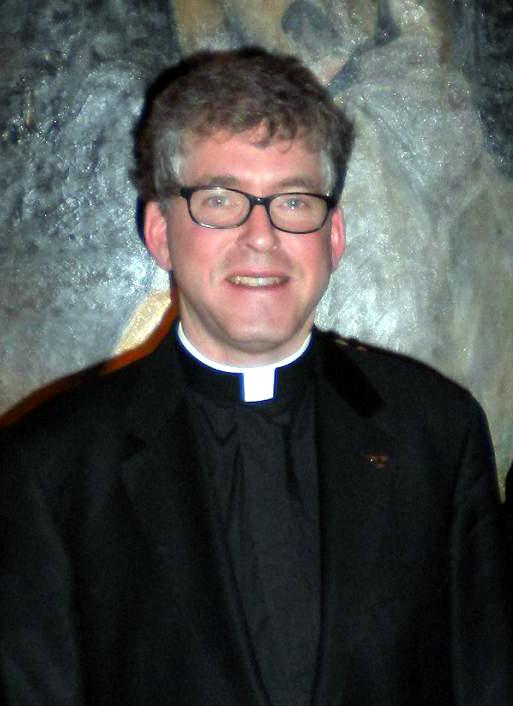
Bonnier 2009

Åke Gabriel Bonnier (* 11. Dezember 1957 in Stockholm) ist ein schwedischer lutherischer Theologe. Von 2012 bis 2024 amtierte er als Bischof des Bistums Skara in der Schwedischen Kirche.
Åke Bonnier gehört zum vermögenden Teil der Verlegerfamilie Bonnier. Sein Ururgroßvater Albert Bonnier gründete den Albert Bonniers Förlag AB, der heute Teil des Medienkonzerns Bonnier AB ist und den sein Großvater Åke Bonnier der Ältere (1886–1979) lange führte. Seine Geschwister Karl Otto Bonnier der Jüngere und Eva Bonnier bekleiden leitende Funktionen in der Verlagsgruppe, doch Åke Bonnier wusste schon früh, dass er Pfarrer werden wollte. Nach dem Theologiestudium wurde Bonnier 1984 in Stockholm ordiniert. Nach einigen Jahren als Hauptpastor in der Kirchengemeinde Lidingö wurde Bonnier im September 2006 zum Dompropst an der Sankt Nikolai kyrka, dem Dom des Bistums Stockholm, gewählt.
Am 26. August 2012 wurde Bonnier zum Bischof für das Bistum Skara geweiht. Er hatte sich in der Bischofswahl gegen den Theologiedozenten und Pfarrer Staffan Grenstedt durchgesetzt. Im September 2024 trat er in den Ruhestand. Zu seiner Nachfolgerin war bereits im Frühjahr Ulrica Fritzson gewählt worden.
Bonnier war einer der vier Geistlichen, die den Gottesdienst zur kirchlichen Trauung der schwedischen Kronprinzessin Victoria mit Daniel Westling im September 2010 geleitet haben. Er ist Mitglied der Fokolarbewegung und Träger des päpstlichen Gregoriusordens, den er für seine Verdienste um die Ökumene erhielt.